# Altes Schlößchen (Sankt Martin)
Das Alte Schlößchen ist ein denkmalgeschütztes Fachwerkgebäude in Sankt Martin (Pfalz).

## Geschichte
Die beiden Renaissancewohngebäude der Familien Schneider wurden von Johann Christoph Hund von Saulheim erbaut und im 18. Jahrhundert barock überformt. Die zur Straße gelegenen beiden Wohnhäuser mit ihren rückwärtigen Nebengebäuden bilden ein Viereck, das der Hof scheidet. Durch Um- oder Einbau weiterer Nebengebäude ging die Übersichtlichkeit verloren und ein neuerer Stil ist mit dem alten ineinander verschlungen. Heute ist das Alte Schlößchen einer der Anziehungspunkte im Weindorf Sankt Martin.